# Kinder- und Jugendbericht
Der Kinder- und Jugendbericht (Volltitel: „Bericht über die Lebenssituation junger Menschen und die Leistungen der Kinder- und Jugendhilfe in Deutschland“) ist ein Bericht einer von der Bundesregierung beauftragten Expertenkommission, der pro Legislaturperiode ähnlich dem Familienbericht der Bundesregierung von der deutschen Bundesregierung schriftlich herausgegeben wird.

## Überblick
Ergänzt werden die Berichte durch eine Stellungnahme der Bundesregierung. Jeder dritte Bericht (zuletzt 2024) soll als Gesamtbericht einen Überblick über die Gesamtsituation der Jugendhilfe vermitteln, dazwischen erfolgen Themenberichte. Laut Gesetz muss der Bericht in jeder Legislaturperiode (alle vier Jahre) dem Deutschen Bundestag und dem Bundesrat vorgelegt werden.

## Einzelne Berichte (Auswahl)

### 6. Jugendbericht 1984
Der Sechste Jugendbericht war der Chancengleichheit von Mädchen gewidmet.

### 7. Jugendbericht 1986
Der Siebte Jugendbericht hat sich mit den familienunterstützenden Leistungen der Jugendhilfe befasst.

### 8. Jugendbericht 1990
Der Achte Jugendbericht stellt einen Gesamtbericht dar, mit einem Schwerpunkt auf Prinzipien der lebensweltorientierten Jugendhilfe.
Dieser Bericht wurde zu einem Zeitpunkt herausgegeben, als die Beratungen zum Kinder- und Jugendhilfegesetz (KJHG) fast zu ihrem Ende gekommen waren, so dass seine Empfehlungen nicht mehr in die Vorbereitung des Gesetzesentwurfs eingingen. Die in diesem Bericht festgehaltenen fachlichen Prinzipien der lebensweltorientierten Jugendhilfe fanden zumindest teilweise – insbesondere auch die Prävention, Partizipation und Einbezug des engeren Umfelds bei der Gewährung von Hilfe zur Erziehung – eine Entsprechung im KJHG. Allerdings wurde kritisiert, dass das KJHG weit stärker an den im Bericht hervorgehobenen Prinzipien hätte ausgerichtet werden können, wenn dieser für die Beratungen vorgelegen hätte, und dass der oft zitierte „Gleichklang zwischen KJHG und achten Jugendbericht“ sich kaum belegen lasse.

### 13. Kinder- und Jugendbericht 2009
Der Bericht trägt das Thema: Bericht über gesundheitsbezogene Prävention und Gesundheitsförderung in der Kinder- und Jugendhilfe. Im Mittelpunkt des 13. Kinder- und Jugendberichtes der Bundesregierung stehen somit die Angebote und Maßnahmen der Kinder- und Jugendhilfe im Bereich gesundheitsbezogener Prävention und Gesundheitsförderung.
Der Bericht konzentriert sich besonders auf die folgenden Arbeitsfelder der Jugendhilfe und auf deren Schnittstellen zu anderen Systemen:
- die allgemein ausgerichteten Angebote, wie etwa die Kindertagesbetreuung oder die Jugendarbeit,
- die Praxisfelder vor allem im Bereich der Hilfen zur Erziehung, in denen vorhandene oder drohende gesundheitliche Beeinträchtigungen ein wesentliches Merkmal der Problemkonstellationen darstellen (z. B. im Zusammenhang mit Suchtgefährdung und psychischen Beeinflussungen, an der Schnittstelle zur Kinder- und Jugendpsychiatrie) und
- die Felder der Integration von und der Arbeit mit jungen Menschen mit drohenden Behinderungen.

Laut Bundestagsdrucksache 16/12860 wurden zum ersten Mal „damit die Themen Gesundheitsförderung und gesundheitsbezogene Prävention zum Gegenstand eines Kinder- und Jugendberichts der Bundesregierung gemacht“.

### 14. Kinder- und Jugendbericht 2013
Das Bundeskabinett hat am 30. Januar 2013 den durch das Bundesfamilienministerium eingebrachten 14. Kinder- und Jugendbericht zur Kenntnis genommen und eine Stellungnahme hierzu beschlossen.
In dem Bericht, der den Titel „Kinder- und Jugendhilfe in neuer Verantwortung“ trägt, werden die Lebenssituationen von Kindern, Jugendlichen und jungen Erwachsenen in Deutschland analysiert und Vorschläge zur Gestaltung der Kinder- und Jugendpolitik sowie zur Weiterentwicklung der Kinder- und Jugendhilfe gemacht.
Der Bericht wurde von einer unabhängigen Sachverständigenkommission aus Wissenschaft und Praxis unter Leitung des früheren Mitarbeiters des BMFSFJ, Reinhard Wabnitz, Hochschule RheinMain (Wiesbaden), erarbeitet. Unter dem Motto „Kinder- und Jugendhilfe in neuer Verantwortung“ beschreibt die Kommission Eckpunkte, wie Eltern in zunehmendem Maße durch öffentliche Angebote bei der Förderung, Bildung, Erziehung und Betreuung ihrer Kinder unterstützt werden.
Bei dem Bericht, der als Bundestagsdrucksache 17/12200 erschienen ist, handelt es sich um einen Gesamtbericht. 

### 15. Kinder- und Jugendbericht 2017
Das Bundeskabinett hat am 1. Februar 2017 die Stellungnahme zum 15. Kinder- und Jugendbericht beschlossen. Eine unabhängige Sachverständigenkommission hatte den Bericht mit dem Titel Zwischen Freiräumen, Familie, Ganztagsschule und virtuellen Welten – Persönlichkeitsentwicklung und Bildungsanspruch im Jugendalter im Auftrag der Bundesregierung erarbeitet.
Während der 14. Kinder- und Jugendbericht ein Gesamtbericht war, legt der 15. Kinder- und Jugendbericht den Schwerpunkt (erstmals überhaupt) auf die Lebensphase Jugend, auch als Reaktion auf eine tendenzielle Vernachlässigung dieser Lebensphase in der Forschung zugunsten der Kindheit. Schwerpunkte des Berichts sind unter anderem die Ganztagsschule im Jugendalter sowie die Kinder- und Jugendarbeit. Gleichzeitig mit dem über 500 Seiten umfassenden Bericht wurde von einem Team der Jugendpresse Deutschland auch eine „Jugendbroschüre“ veröffentlicht, die zentrale Erkenntnisse in einer kurzen und allgemein verständlichen Form zusammenfasst.
Der Bericht wurde von einer unabhängigen Sachverständigenkommission aus Wissenschaft und Praxis unter Leitung des Direktors des Deutschen Jugendinstituts, Thomas Rauschenbach, erstellt.

### 16. Kinder- und Jugendbericht 2020
Der 16. Kinder- und Jugendbericht ist im November 2020 unter dem Titel Förderung demokratischer Bildung im Kindes- und Jugendalter erschienen. Neben dem eigentlichen Bericht (der auf den Seiten 45–84 auch eine ausführliche Zusammenfassung enthält) wurde eine Broschüre „Zentrale Erkenntnisse und Empfehlungen“ sowie eine „Jugendbroschüre“ erstellt, die online und als Druckfassung kostenfrei erhältlich sind.
Der Bericht besteht aus drei Teilen: Teil A (S. 85–140) beschreibt Grundlagen zur politischen Bildung und stellt die Struktur des Berichts vor. Teil B (S. 141–526) widmet sich verschiedenen Räumen, in denen politische Bildung geschieht, wobei das ausführlichste Kapitel der Kinder- und Jugendarbeit gewidmet ist. In Teil C (S. 527–669) werden Perspektiven und Empfehlungen benannt, zudem folgen knapp 90 Seiten Literaturverzeichnis sowie Anhänge.
Für die Lektüre zu einem bestimmten Thema (zum Beispiel Kinder- und Jugendarbeit) bietet der 16. Kinder- und Jugendbericht grundsätzlich vier wichtige Fundstellen: Als Einstieg enthält die Zusammenfassung einen guten Überblick, die ausführliche Fassung folgt dann im eigentlichen thematischen Kapitel. Forderungen und Perspektiven finden sich, wiederum nach den „Räumen“ gegliedert, in Teil C. Zudem bietet die (ganz zu Beginn abgedruckte) Stellungnahme der Bundesregierung eine Reaktion seitens der Politik.
Der Bericht wurde von einer unabhängigen Sachverständigenkommission aus Wissenschaft und Praxis unter Leitung von Christian Palentien erstellt.

### 17. Kinder- und Jugendbericht 2024
Der 17. Kinder- und Jugendbericht ist im November 2024 unter dem Titel "Bericht über die Lage junger Menschen und die Bestrebungen und Leistungen der Kinder- und Jugendhilfe" erschienen. Der Bericht konzentriert sich auf die Darstellung der aktuellen gesellschaftlichen Rahmenbedingungen sowie auf die Herausforderungen und Perspektiven, die sich für junge Menschen in einer zunehmend komplexen Welt ergeben. Die Erstellung des Berichts wurde von einer Jugendberichtskommission durchgeführt, der mindestens sieben unabhängige Sachverständige angehören. Die Kommission arbeitete auf der Grundlage wissenschaftlicher Studien, Beteiligungsverfahren junger Menschen und einer Sekundärauswertung bereits bestehender Daten. Ein besonderer Schwerpunkt liegt auf der demokratischen Bildung im Kindes- und Jugendalter, der Bewältigung von Krisenphänomenen und der Entwicklung innovativer Ansätze für eine zukunftsfähige Jugendhilfe.
Ein besonderer Schwerpunkt lag in der Beteiligung junger Menschen. Im Erhebungszeitraum von November 2022 bis Mitte August 2023 konnten bundesweit 5.381 junge Menschen im Alter von fünf bis 27 an der Erstellung des Berichts beteiligt werden. 

## Gesetzliche Grundlage
Im Sozialgesetzbuch (SGB) – Achtes Buch (VIII) – Kinder- und Jugendhilfe - § 84 Jugendbericht heißt es dazu:
1. Die Bundesregierung legt dem Deutschen Bundestag und dem Bundesrat in jeder Legislaturperiode einen Bericht über die Lage junger Menschen und die Bestrebungen und Leistungen der Jugendhilfe vor. Neben der Bestandsaufnahme und Analyse sollen die Berichte Vorschläge zur Weiterentwicklung der Jugendhilfe enthalten; jeder dritte Bericht soll einen Überblick über die Gesamtsituation der Jugendhilfe vermitteln.
2. Die Bundesregierung beauftragt mit der Ausarbeitung der Berichte jeweils eine Kommission, der mindestens sieben Sachverständige (Jugendberichtskommission) angehören. Die Bundesregierung fügt eine Stellungnahme mit den von ihr für notwendig gehaltenen Folgerungen bei.

## Berichte
Beginnend mit dem Jahr 1965 sind bisher 16 Kinder- und Jugendberichte erschienen. Der Titel bzw. die Bezeichnung der Berichte hat sich im Laufe der Jahre ein wenig geändert.
1. Kinder- und Jugendbericht (1965)[4]
2. Kinder- und Jugendbericht (1968)[5]
3. Kinder- und Jugendbericht (1972)[6]
4. Kinder- und Jugendbericht (1978)[7]
5. Kinder- und Jugendbericht (1980)[8]
6. Kinder- und Jugendbericht (1984)[9]
7. Kinder- und Jugendbericht (1986)[10]
8. Kinder- und Jugendbericht (1990)[11]
9. Kinder- und Jugendbericht (1994)[12]
10. Kinder- und Jugendbericht (1998)[13]
11. Kinder- und Jugendbericht (2002)[14]
12. Kinder- und Jugendbericht (2005)[15]
13. Kinder- und Jugendbericht (2009)[16]
14. Kinder- und Jugendbericht (2013)[17]
15. Kinder- und Jugendbericht (2017)[18]
16. Kinder- und Jugendbericht (2020)[2]
17. Kinder- und Jugendbericht (2024)[3]

## Kommission
Mit der Ausarbeitung der Kinder- und Jugendberichte beauftragt das Bundesministerium für Familie, Senioren, Frauen und Jugend eine interdisziplinär zusammenzusetzende Sachverständigenkommission, der mindestens sieben Sachverständige angehören. Die Kommission soll auf der Basis des derzeitigen Wissens und Erkenntnisstandes zukunftsweisende und realistische Handlungsoptionen für Politik und Gesellschaft erarbeiten, die in den politischen Gestaltungsprozess einfließen.
Die Kommission des 13. Kinder- und Jugendberichts setzt sich wie folgt zusammen:
- Heiner Keupp (Vorsitzender), Professor für Sozial- und Gemeindepsychologie an der Ludwig-Maximilians-Universität München
- Wolfram Hartmann, Facharzt für Kinder- und Jugendmedizin; Präsident des Berufsverbandes der Kinder und Jugendärzte
- Holger Hassel, Bremer Institut für Präventionsforschung und Sozialmedizin, ab 1. März 2009 Professor für Gesundheitspädagogik und Gesundheitspsychologie an der Fakultät für Soziale Arbeit und Gesundheit an der Fachhochschule Coburg
- Hans Günther Homfeldt, Professor für Sozialpädagogik/Sozialarbeit an der Universität Trier
- Hermann Mayer, Chefarzt Klinik Hochried – Zentrum für Kinder, Jugendliche und Familien, Murnau am Staffelsee
- Heidemarie Rose, Leiterin der Obersten Landesjugendbehörde und der Abteilung Junge Menschen und Familie, Bremen;stellvertretende Vorsitzende der Arbeitsgemeinschaft für Kinder- und Jugendhilfe (AGJ)
- Elisabeth Wacker, Professorin für Diversitätssoziologie an der Technischen Universität München
- Ute Ziegenhain, Leiterin der Sektion Pädagogik, Jugendhilfe, Bindungsforschung und Entwicklungspsychopathologie am Universitätsklinikum Ulm
- Kooptiertes Mitglied Christian Lüders, Leiter der Abteilung Jugend und Jugendhilfe am Deutschen Jugendinstitut/München

Die Mitglieder der Sachverständigenkommission zum 14. Kinder- und Jugendbericht sind:
- Reinhard Joachim Wabnitz, Ministerialdirektor a. D. (Vorsitzender): Hochschule RheinMain, Wiesbaden, Fachbereich Sozialwesen
- Sabine Andresen: J.-W.-Goethe-Universität, Frankfurt am Main, Fachbereich Erziehungswissenschaften
- Gaby Hagmans: Sozialdienst Katholischer Frauen, Bundesgeschäftsführerin
- Nadia Kutscher: Katholische Hochschule NRW, Köln, Fachbereich Sozialwesen
- Thomas Olk: Martin-Luther-Universität, Halle/Wittenberg, Phil. Fak. III – Erziehungswissenschaften
- Thomas Rauschenbach: Direktor und Vorstandsvorsitzender des Deutschen Jugendinstituts e. V.
- Klaus Schäfer (stellvertretender Vorsitzender): bis 30. September 2012 Staatssekretär im Ministerium für Familie, Kinder, Jugend, Kultur und Sport in Nordrhein-Westfalen
- Bernd Seidenstücker: Hochschule Darmstadt (bis Juli 2011)
- C. Katharina Spieß: Deutsches Institut für Wirtschaftsforschung und Freie Universität Berlin
- Wolfgang Trede: Leiter des Amts für Jugend und Bildung des Landkreises Böblingen

Die Mitglieder der Sachverständigenkommission zum 15. Kinder- und Jugendbericht sind:
- Karin Bock (stellv. Vorsitzende), Technische Universität Dresden
- Stephan Groschwitz, Vorsitzender des Deutschen Bundesjugendrings
- Cathleen Grunert, Fernuniversität Hagen
- Stephan Maykus, Hochschule Osnabrück
- Nicolle Pfaff, Universität Duisburg-Essen
- Ludger Pieper, Senatsverwaltung für Bildung, Wissenschaft und Forschung Berlin, Abteilungsleiter a. D.
- Thomas Rauschenbach (Vorsitzender), Direktor des Deutschen Jugendinstituts, München
- Klaus Schäfer (stellv. Vorsitzender), Ministerium für Familie, Kinder, Jugend, Kultur und Sport in Nordrhein-Westfalen, Staatssekretär a. D.
- Wolfgang Schröer, Universität Hildesheim
- Angela Tillmann, Technische Hochschule Köln
- Gunda Voigts, Hochschule für Angewandte Wissenschaften Hamburg
- Ivo Züchner, Philipps-Universität Marburg

Die Mitglieder der Sachverständigenkommission zum 16. Kinder- und Jugendbericht sind:
- Reiner Becker, Philipps-Universität Marburg
- Anja Besand, Technische Universität Dresden
- Ina Bielenberg, Arbeitskreis deutscher Bildungsstätten e. V.
- Julia von Blumenthal, Europa-Universität Viadrina Frankfurt (Oder)
- Andreas Eis, Universität Kassel
- Frauke Hildebrandt, Fachhochschule Potsdam
- Thomas Krüger, Bundeszentrale für politische Bildung
- Dirk Lange, Universität Wien und Leibniz Universität Hannover
- Hanna Lorenzen, Evangelische Trägergruppe für gesellschaftspolitische Jugendbildung
- Stine Marg, Georg-August-Universität Göttingen
- Kurt Möller, Hochschule Esslingen
- Christian Palentien, Universität Bremen
- Christian Weis, Deutscher Bundesjugendring
- Cansu Zeren, Türkische Gemeinde in Deutschland e. V.

Die Mitglieder der Sachverständigenkommission zum 17. Kinder- und Jugendbericht sind:
- Sabine Andresen, Goethe-Universität Frankfurt am Main (stellvertretende Vorsitzende)
- Lorenz Bahr, Staatssekretär im Ministerium für Kinder, Jugend, Familie, Gleichstellung, Flucht und Integration in Nordrhein-Westfalen (stellvertretender Vorsitzender)
- Karin Böllert, Universität Münster, Arbeitsgemeinschaft für Kinder- und Jugendhilfe – AGJ (Vorsitzende)
- Peter Cloos, Stiftung Universität Hildesheim
- Jörg Fischer, Fachhochschule Erfurt
- Marion von zur Gathen, Paritätischer Gesamtverband
- Benedikt Hopmann, Universität Siegen
- Davina Höblich, Hochschule RheinMain
- Nadia Kutscher, Universität zu Köln (bis November 2022)
- Dominik Ringler, Kompetenzzentrum für Kinder- und Jugendbeteiligung Brandenburg
- Philipp Sandermann, Leuphana Universität Lüneburg
- Talibe Süzen, Bundesverband der Arbeiterwohlfahrt
- Martin Wazlawik, Hochschule Hannover
- Gabriele Weitzmann, Bayerischer Jugendring